# Knut Urban
Knut Wolf Urban (Stuttgart, 25 de junho de 1941), mais conhecido como Knut Urban, é um físico alemão. Foi diretor do Instituto de Pesquisa de Microestruturas do Forschungszentrum Jülich, de 1987 a 2010.

## Biografia
Urban estudou física na Universidade de Estugarda e obteve o doutorado em 1972 com sua dissertação sobre o estudo dos danos causados pelos feixes de elétrons em um microscópio eletrônico de alta tensão em baixas temperaturas. Posteriormente, ele conduziu pesquisas no Instituto Max Planck de Pesquisa de Metais em Stuttgart até 1986.
Entre outras tarefas, esteve envolvido na instalação de um laboratório de microscópio de alta tensão de 1,2 MV, bem como em estudos sobre a anisotropia da energia de deslocamento atômico em cristais e na difusão induzida por radiação.
Em 1986 foi nomeado professor de propriedades gerais de materiais pelo Departamento de Ciência e Engenharia de Materiais da Universidade de Erlangen-Nuremberg. Em 1987, Urban foi nomeado para a cátedra de física experimental na RWTH Aachen University e simultaneamente tornou-se diretor do Instituto de Pesquisa de Microestrutura em Forschungszentrum Jülich.
De 1996 a 1997 foi professor visitante no Instituto de Processamento Avançado de Materiais da Universidade de Tohoku em Sendai, Japão. Knut Urban foi nomeado um dos dois diretores do Centro Ernst Ruska de Microscopia e Espectroscopia com Elétrons (ER-C) quando este foi fundado em 2004 como uma plataforma de competência comum do Forschungszentrum Jülich e da RWTH Aachen University, bem como um centro nacional para usuários de microscópios eletrônicos de transmissão de alta resolução.
De 2004 a 2006 foi presidente da Sociedade Alemã de Física (DPG), que é a maior organização mundial de físicos. É membro de diversos órgãos consultivos, conselhos curadores e comitês do Senado de instituições científicas.
Knut Urban aposentou-se formalmente como Diretor do Instituto de Pesquisa de Microestrutura e do Centro Ernst Ruska (ER-C) em Jülich em 2010 e foi nomeado professor sênior da Jülich Aachen Research Alliance (JARA) na RWTH Aachen University em 2012. Em 2009, Urban foi eleito como um membro da Academia de Ciências, Humanidades e Artes da Renânia do Norte-Vestfália.